# Équipe cycliste Katay
L'équipe cycliste Katay est une ancienne équipe cycliste hongroise participant aux circuits continentaux de cyclisme et en particulier l'UCI Europe Tour. À la fin l'année 2008, l'équipe est dissoute.

## Saison 2008

### Effectif
| Cycliste            | Date de naissance | Nationalité | Équipe 2007                        |
| ------------------- | ----------------- | ----------- | ---------------------------------- |
| Wladimir Autka      | 23.01.1982        | Biélorussie | Néo-pro                            |
| Szilárd Buruczki    | 13.01.1979        | Hongrie     | Néo-pro                            |
| Marco Carletti      | 10.10.1983        | Italie      | Universal Caffè-Ecopetrol          |
| Gabor Cser          | 08.05.1982        | Hongrie     | Néo-pro                            |
| Zoltan Csomor       | 21.04.1981        | Hongrie     | Cornix                             |
| Ivan De Nobile      | 02.10.1979        | Italie      | Universal Caffè-Ecopetrol          |
| Janos Hegyes        | 27.07.1973        | Hongrie     | Néo-pro                            |
| Peter Legradi       | 25.09.1977        | Hongrie     | Cornix                             |
| Domenico Loria      | 03.01.1981        | Italie      | Universal Caffè-Ecopetrol          |
| Honorio Machado     | 26.07.1982        | Venezuela   | Tenax                              |
| Claudio Masnata     | 28.07.1980        | Italie      | Universal Caffè-Ecopetrol          |
| Antonio Quadranti   | 26.08.1980        | Italie      | Aurum Hotels                       |
| Roberto Richeze     | 25.10.1981        | Argentine   | Universal Caffè-Ecopetrol          |
| Benedek Sandor      | 10.05.1981        | Hongrie     | Néo-pro                            |
| Gabor Soos          | 06.03.1980        | Hongrie     | Néo-pro                            |
| Davide Torosantucci | 03.11.1981        | Italie      | Universal Caffè-Ecopetrol          |
| Barnabas Vizer      | 24.09.1982        | Hongrie     | Ex-Pro (P-Nívó Betonexpressz 2006) |
| Rino Zampilli       | 07.03.1984        | Italie      | Aurum Hotels                       |

### Victoires
| Date       | Course                                              | Pays    | Classe | Vainqueur           |
| ---------- | --------------------------------------------------- | ------- | ------ | ------------------- |
| 10/07/2008 | Prologue du Grand Prix cycliste de Gemenc           | Hongrie | 2.2    | Davide Torosantucci |
| 11/07/2008 | 1re étape du Grand Prix cycliste de Gemenc          | Hongrie | 2.2    | Domenico Loria      |
| 12/07/2008 | Classement général du Grand Prix cycliste de Gemenc | Hongrie | 2.2    | Davide Torosantucci |
| 05/10/2008 | 3e étape du Cinturó de l'Empordà                    | Espagne | 2.2    | Antonio Quadranti   |